# Gus Williams
Gus Williams (Mount Vernon, 10 ottobre 1953 – 15 gennaio 2025) è stato un cestista statunitense, professionista nella NBA.
Era il fratello di Ray Williams.

## Carriera
Venne selezionato dai Golden State Warriors al secondo giro del Draft NBA 1975 (20ª scelta assoluta).

## Statistiche
| † | Denota le stagioni in cui ha vinto il titolo |
| * | Primo nella lega                             |

### NBA

#### Regular season
| Anno       | Squadra            | PG  | PT  | MP   | TC%  | 3P%  | TL%  | RP  | AP  | PRP | SP  | PP   |
| ---------- | ------------------ | --- | --- | ---- | ---- | ---- | ---- | --- | --- | --- | --- | ---- |
| 1975-1976  | G.S. Warriors      | 77  | -   | 22,4 | 42,8 | -    | 74,2 | 2,1 | 3,1 | 1,8 | 0,3 | 11,7 |
| 1976-1977  | G.S. Warriors      | 82  | -   | 23,5 | 46,4 | -    | 74,7 | 2,8 | 3,6 | 1,5 | 0,2 | 9,3  |
| 1977-1978  | Seattle S.Sonics   | 79  | -   | 32,6 | 45,1 | -    | 81,7 | 3,2 | 3,7 | 2,3 | 0,5 | 18,1 |
| 1978-1979† | Seattle S.Sonics   | 76  | -   | 29,8 | 49,5 | -    | 77,5 | 3,2 | 4,0 | 2,1 | 0,4 | 19,2 |
| 1979-1980  | Seattle S.Sonics   | 82  | 82  | 36,2 | 48,2 | 19,4 | 78,8 | 3,4 | 4,8 | 2,4 | 0,5 | 22,1 |
| 1981-1982  | Seattle S.Sonics   | 80  | 80  | 36,0 | 48,6 | 22,5 | 73,4 | 3,1 | 6,9 | 2,2 | 0,5 | 23,4 |
| 1982-1983  | Seattle S.Sonics   | 80  | 80  | 34,5 | 47,7 | 4,7  | 75,1 | 2,6 | 8,0 | 2,3 | 0,3 | 20,0 |
| 1983-1984  | Seattle S.Sonics   | 80  | 80  | 35,2 | 45,8 | 16,0 | 75,0 | 2,6 | 8,4 | 2,4 | 0,3 | 18,7 |
| 1984-1985  | Washington Bullets | 79  | 78  | 37,5 | 43,0 | 29,0 | 72,5 | 2,5 | 7,7 | 2,3 | 0,4 | 20,0 |
| 1985-1986  | Washington Bullets | 77  | 67  | 29,7 | 42,8 | 25,9 | 73,4 | 2,2 | 5,9 | 1,2 | 0,2 | 13,5 |
| 1986-1987  | Atlanta Hawks      | 33  | 0   | 14,6 | 36,3 | 27,8 | 67,5 | 1,2 | 4,2 | 0,5 | 0,2 | 4,2  |
| Carriera   | Carriera           | 825 | 467 | 31,1 | 46,1 | -    | 75,6 | 2,7 | 5,6 | 2,0 | 0,4 | 17,1 |

#### Play-off
| Anno     | Squadra            | PG | PT | MP   | TC%  | 3P%  | TL%  | RP  | AP   | PRP | SP  | PP   |
| -------- | ------------------ | -- | -- | ---- | ---- | ---- | ---- | --- | ---- | --- | --- | ---- |
| 1976     | G.S. Warriors      | 11 | -  | 16,2 | 35,3 | -    | 66,7 | 1,3 | 2,4  | 1,0 | 0,0 | 6,7  |
| 1977     | G.S. Warriors      | 10 | -  | 18,4 | 50,0 | -    | 85,7 | 1,5 | 2,5  | 0,8 | 0,1 | 8,8  |
| 1978     | Seattle S.Sonics   | 22 | -  | 31,9 | 47,7 | -    | 72,6 | 3,9 | 4,0  | 2,0 | 0,5 | 18,3 |
| 1979†    | Seattle S.Sonics   | 17 | -  | 36,4 | 47,6 | -    | 70,9 | 4,1 | 3,7  | 2,0 | 0,6 | 26,7 |
| 1980     | Seattle S.Sonics   | 15 | -  | 37,6 | 51,4 | 20,0 | 72,1 | 4,0 | 5,6  | 2,3 | 0,5 | 23,7 |
| 1982     | Seattle S.Sonics   | 8  | -  | 39,4 | 44,1 | 33,3 | 78,6 | 3,3 | 8,1  | 1,6 | 0,6 | 26,3 |
| 1983     | Seattle S.Sonics   | 2  | -  | 40,5 | 55,3 | 0,0  | 86,7 | 3,5 | 4,0  | 2,5 | 0,0 | 32,5 |
| 1984     | Seattle S.Sonics   | 5  | -  | 43,0 | 51,0 | 33,3 | 71,4 | 2,4 | 11,4 | 1,6 | 0,6 | 23,4 |
| 1985     | Washington Bullets | 4  | 4  | 39,8 | 42,3 | 30,0 | 75,0 | 2,0 | 5,0  | 1,3 | 0,3 | 18,0 |
| 1986     | Washington Bullets | 5  | 5  | 39,8 | 48,1 | 10,0 | 77,8 | 2,0 | 6,6  | 2,2 | 0,0 | 18,2 |
| Carriera | Carriera           | 99 | 9  | 32,5 | 47,6 | -    | 73,7 | 3,1 | 4,7  | 1,8 | 0,4 | 19,5 |

## Palmarès
- NCAA AP All-America Second Team (1975)
- Campionato NBA: 1

Seattle Supersonics: 1979
- NBA All-Rookie First Team (1976)
- All-NBA First Team (1982)
- All-NBA Second Team (1980)
- 2 volte NBA All-Star (1982, 1983)
- Ventinovesimo miglior giocatore per palle rubate di sempre NBA